# مروارید خلیج فارس (مستند)
مروارید خلیج فارس فیلمی ساخته ایران و در سبک مستند است که به‌طور غیرمستقیم موضوع ایرانی بودن این آب راه را مطرح می‌کند. اکبر عالمی کارگردان این مستند دربارهٔ این اثر می‌گوید: "مستند مروارید خلیج فارس را به نوعی می‌توان مستند صنعتی محسوب کرد، زیرا در آن به پیشرفت‌های استان بوشهر اشاره شده و از سوی دیگر به گونه‌ای کاملاً ظریف به این موضوع تاکید داشته‌ام که خلیج فارس متعلق به ایرانیان است."
وی هم چنین معتقد است مستند صنعتی آیینه‌دار سوژه فیلم است و مرواید خلیج فارس را می‌توان آیینه‌دار اتفاق‌هایی دانست که در این سال‌ها در بوشهر و خلیج فارس رخ داده‌است. وی می‌گوید: «من تلاش نکردم صریح و به گونه‌ای به ایرانی بودن خلیج فارس اشاره کنم که گویی از تحریف نام آن دلواپس شده‌ایم. کار من بر مبنای تبلیغات غیرمستقیم است.»
این فیلم مستند چند جانبه، همچنین به پیشرفت ایران در زمینه نفت ، گاز و پتروشیمی اشاره کرده است .
این فیلم از شبکه‌های پرس تی‌وی و مستند پخش شده‌است.
عوامل این فیلم مستند عبارتند از: نویسنده، محقق و کارگردان: اکبر عالمی، دستیار اول و برنامه ریز : امیر سرایی مقدم، تصویر برداران: اردشیر عالمی، احسان حقیقی، علی مرادی، رضا روشن، عکاس: احمد معینی جم، تدوین: اکبر عالمی،امیر سرایی مقدم.